# Tüskésszárnyú lúd

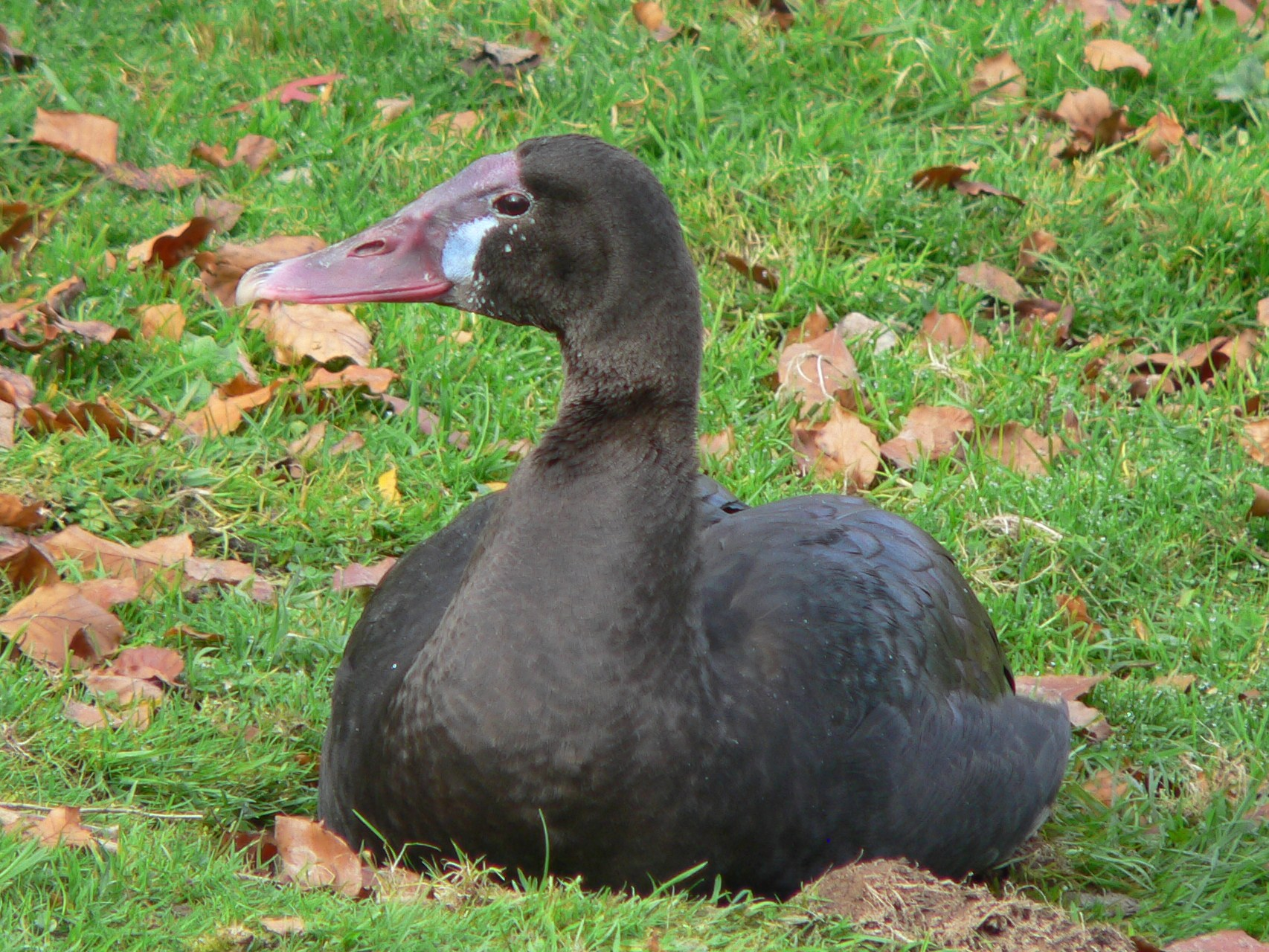
Plectropterus gambensis niger

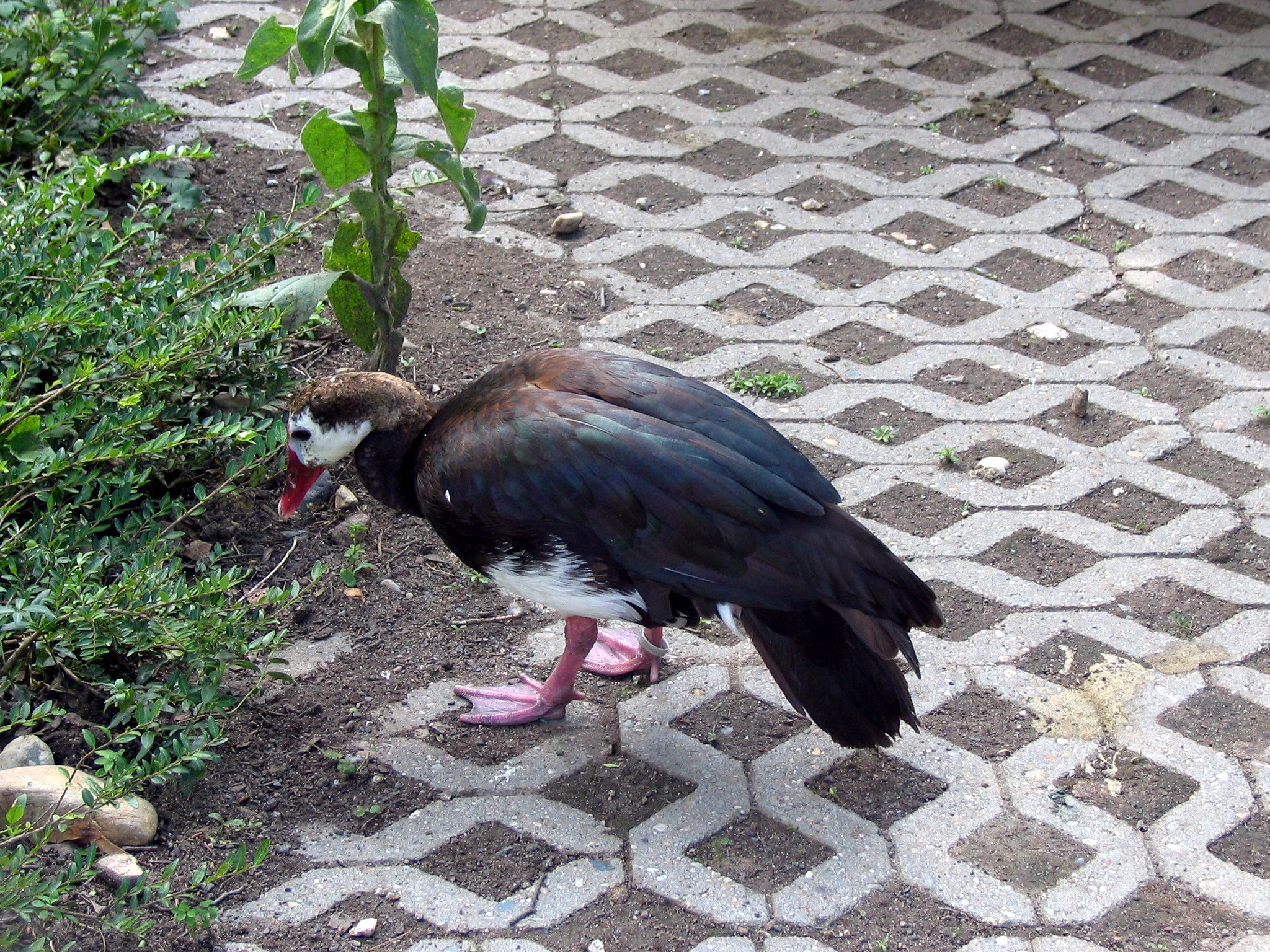

A tüskésszárnyú lúd (Plectropterus gambensis) a lúdalakúak (Anseriformes) rendjébe, ezen belül a récefélék (Anatidae) családjába, azon belül a tüskésszárnyúlúd-formák (Plectropterinae) alcsaládjába tartozó Plectropterus nem egyetlen faja.

## Előfordulása
A faj Észak-Afrika száraz vidékei kivételével Afrika majdnem teljes területén előfordul.
Mint a récefélék általában ez a faj is a vizes élőhelyekhez kötődik, így elsősorban folyók, tavak és mocsarak lakója. Az afrikai kontinens szezonálisan kiszáradó területein bonyolult évszakos vándorlásokat hajt végre, folyamatosan az éppen aktuális esőzéseket követve.

## Alfajai
A fajnak két területileg jól elkülöníthető alfaja van. a két alfaj közötti határvonalat a Zambézi folyó adja.
- Plectropterus gambensis gambensis - A Zambézitől északra előforduló alfaj, hasa és fara fehér
- Plectropterus gambensis niger - A Zambézitől délre előforduló alfaj, csak egy kis fehér hasfoltja van és arca is majdnem teljesen fekete.

## Megjelenése
Afrika legnagyobb testű réceféléje.
Teljes hossza 75-115 centiméter, súlya 4-10 kilogramm. A hímek jelentősen nagyobbak a tojóknál. Tollazata javarészt fekete, arca, hasa, fara és szárnyának egy része viszont fehér. Nevét a szárnyhajlataiban található csontos tüskékről kapta, melyek rendeltetése nem teljesen tisztázott. Jellegzetes bélyege továbbá vörös lábai, erős, vörös csőre. Az idős példányoknál csupasz, vörös színű foltok vannak a nyakon.

## Életmódja
Mocsarakban és átmenetileg elárasztott területeken, folyótorkolatokban él.
Mivel sok helyütt az időszakos vizekhez kötődik, az esős évszakok és a vízállások függvényében vándorol.
Az esős évszakon kívül általában nagyobb csapatokban látni, amelyek a költési időszak kezdetén párokra bomlanak.
Mocsári és vízi növényekkel táplálkozik.  A hólyaghúzófélékhez tartozó bogarakat is fogyaszt, melyek mérgét szöveteiben felhalmozva maga is mérgezővé válik. A felhalmozott méreg a terpenoidok közé tartozó cantharidin, melyből 10 mg az ember számára már halálos lehet.
Többször látni vegyes csapatban fütyülőludakkal (Dendrocygna), nílusi ludakkal (Alopochen aegyptiacus) és bütykös fényrécékkel (Sarkidiornis melanotos).

## Szaporodása
Szaporodási időszaka mindig az esős évszak függvényében alakul.
Poligám szaporodású madárfaj, egy hímre olykor négy tojó is jut. Fészkét a talajra, vízinövények védelmébe építi. Fészke nagyon egyszerű, többnyire egy kis lyuk a talajban, amelyet vízinövényekkel bélel ki. A tojó 6-10 tojást rak le, egyedül költi ki őket és többnyire egyedül is neveli fel a fiókákat. A szaporodási időszakban a tojók nagyon agresszívak. Nekimennek a nagyobb ragadozóknak is és ilyenkor használják szárnytüskéiket is.